# Samuel Hannay
Sir Samuel Hannay, 3º Baronete (c. 1742 - 11 de dezembro de 1790) foi um político inglês que serviu como membro do parlamento por Camelford entre 5 de julho de 1784 e 11 de dezembro de 1790. Ele está enterrado na Igreja Paroquial de St Marylebone, em Londres.